# RSI LA 1
RSI LA 1 ist der Name des ersten öffentlich-rechtlichen Fernsehprogramms der italienischen Schweiz. 
Es wird von der RSI, einer Unternehmenseinheit der SRG SSR, betrieben. Sendebeginn war 1961. Von 1993 bis 1997 produzierte die britische Grafikdesignfirma Lambie-Nairn für TSI die Idents und Werbetrenners des maskierten Troubadours, der vom britischen Schauspieler Chook Sibtain gespielt wurde. Die Studios befinden sich in Lugano. LA 1 ist ein klassisches Vollprogramm und der meistgesehene Sender im Kernsendegebiet (italienischsprachige Schweiz). Hier sowie in den Bouquets der Romandie und der Deutschschweiz wurde er bis zum 3. Juni 2019 flächendeckend über DVB-T abgestrahlt. Zudem ist das Programm über Kabel und Satellit zu sehen. Bis zum 28. Februar 2009 hiess der Sender TSI 1, davor (vor dem Sendestart von TSI 2) RTSI. RSI LA1 wird seit dem 29. Februar 2012 auch in HD ausgestrahlt.

## Historische Logos

Logo bis 2012
Logo des HD-Simulcasts

## Empfang in Oberitalien
TSI uno war in Oberitalien lange Zeit etwa ähnlich beliebt wie ORF 1 in Südbayern. Der Empfangsradius reichte bis weit über Mailand hinaus. Allerdings wurden die Empfangsmöglichkeiten immer schlechter, nachdem in Italien Privatsender zugelassen wurden und diese aufgrund einer Regelungslücke ungehindert neue Frequenzen in Betrieb nehmen konnten, die das Schweizer Signal massiv störten. 
Erst 1995 konnte durch einen Frequenzwechsel des TSI-Senders Castel San Pietro, etwa fünf Kilometer vom äussersten Südzipfel der Schweiz entfernt, der Empfang in Mailand wieder ermöglicht werden. Genutzt wurde dabei Kanal 36, der in Italien wegen anderweitiger Belegung weitgehend frei von Rundfunkausstrahlungen bleiben musste. Mit der Einführung von DVB-T im Tessin und der Abschaltung der analogen Ausstrahlung im Jahr 2006 wurde allerdings von der Schweiz Kanal 36 aufgegeben; die nun von DVB-T benutzten Frequenzen können weiterhin wegen starker Störungen nur äusserst schlecht empfangen werden. Vorschläge, LA 1 in Italien selbst über DVB-T auszustrahlen, wurden bislang nur in Südtirol umgesetzt, wo das Programm seit Mai 2010 von der Rundfunk-Anstalt Südtirol ausgestrahlt wird. Das sogenannte Projekt TSI Italia wird wegen Finanzknappheit der SRG SSR bis auf weiteres nicht weiterverfolgt.
Seit 2014 betreibt die SRG mit tvsvizzera.it ein neues italienischsprachiges Internet-Programm. Für die Lancierung hat der Bundesrat die Leistungsvereinbarung zu den publizistischen Tätigkeiten der SRG im Ausland angepasst. Die Website richtet sich an ein italienischsprachiges Publikum mit Interesse an der Schweiz und kostet 1,5 Mio. Franken pro Jahr. Der Bund übernimmt davon die Hälfte.